# Aleksandra Radosavljević
Aleksandra Radosavljević (Leskovac,  6. mart 1989) srpska je pevačica, kompozitor, tekstopisac i profesor italijanskog jezika.
Završila je nižu i srednju muzičku školu. Diplomirala je na Filološkom fakultetu u Beogradu na smeru za italijanski jezik. Pored maternjeg srpskog govori engleski i italijanski, a peva na srpskom, engleskom, grčkom, italijanskom i hebrejskom jeziku.

## Detinjstvo
Aleksandra Radosavljević je rođena 6. marta 1989. godine u Leskovcu. Završila je nižu muzičku školu u Leskovcu i srednju muzičku školu "Mokranjac" u Beogradu. Pevanjem se bavi od svoje 6 godine. Sa 6 i po godina snimila je, kao najmlađi izvođač, u Jugoslaviji, samostalnu kasetu sa dečijim pesmama „Oči moje majke”. Sama Aleksandra je komponovala nekoliko pesama na ovoj kaseti.

## Muzička karijera
Učestvovala je na mnogobrojnim međunarodnim festivalima i pevačkim takmičenjima u Srbiji, Makedoniji, Bugarskoj i Rusiji. U prvom "Idolu SCG" 2003/04 zauzela je drugo mesto. Na prvom „Radijskom festivalu” 2004. proglašena je za najboljeg debitanta festivala. Početkom 2008. takođe na „Radijskom festivalu” učestvuje sa pesmom „Dosta” za koju je snimila spot.
U 2009. godini Aleksandra završava svoj prvi album koji je u pop-rok stilu, zatim sa grupom „Destination” osvaja prvo mesto na takmičenju „Hit 202”. Početkom 2010.g. postaje pevačica beogradske grupe „Modesty Blaise” sa kojom uspešno nastupala po klubovima. Istovremeno je nastupala sa grupom „Alisa” iz Beograda. Snimila je pop-rok album „Sa tobom letim”, koji je izdala 1. 12. 2010. Za pesme sa tog albuma „Dosta” i „Jutra ljubavi” su urađeni spotovi. Tokom 2011. godine, bila je osnivač i član beogradskog benda „Destiny Potato”. Tokom ove godine je nastupila kao gost u singlu čikaškog benda „Outrun the Sunlight”, „Quark feat. Aleksandra Radosavljevic”
Početkom 2012.g. radila je na Projektu Mess Feat. Aleksandra Radosavljević.
Sredinom 2012. godine sa Romanom Iskorostenskim Arsafesom iz Moskve, Rusija, osnovala bend „Above The Earth”. Njihov projekat pod nazivom „Above the Earth” objavljen je krajem 2012. godine. Za dva meseca emitovanja uspeo je da, na jednom od sajtova koji se bave ovom muzikom, zauzme četvrto mesto EP-a u rok metal progresiv muzici za 2012. godinu. Kao rezultat njihovog rada pojavio se 2013 godine, singl „Paradise” koji je veoma dobro primljen od strane njihovih fanova, a ubrzo zatim 2014. godine izdali su singl „Promises”. Što je sve doprinelo izdavanju albuma „Every moments” sredinom 2015. godine. Sve aktivnosti benda su se odvijale dok je Arsafes boravio u Beogradu. Međutim aktivnost benda je zamrla kada se on vratio u Moskvu i bend je konačno prestao sa radom novembra 2017. godine.
Sarađivala sa Davidom Maksimom Micićem na nekoliko projekata, a posebno je privukla pažnju svojim izvođenjem dve pesme na progresiv metal albumu „Bilo 3.0” koji je izašao 2013. godine. Od 2014. godine je postala član „Funked up”, jednog od najboljih beogradskih klupskih bendova i sa njim nastupa širom Srbije. Aleksandra je pored toga nastavila sa solo radom, tako da je kao kompletan autor sredinom 2015. godine izdala singl „Follow me” i za isti uradila spot.
Gostovala je na albumu koji je 2017. godine izdala američka grupa „The Room Colored Charlantan”, na kome izvodi dve pesme.
Tokom 2016. godine dala je glas za ulogu Slatkice u dugometražnom crtanom filmu „Trolovi“, studija „Drimvorks animejšn“. Sa bendom „Funked up“ je s pesmom „Zašto da se ne desi“, nastupila u polufinalu na „Beoviziji 2019“.

## Diskografija
- 1996: Album Oči moje majke
- 2004: Singl Reci sad
- 2008: Singl Dosta
- 2010: Album Sa tobom letim[6]
- 2012: Album [7]
- 2013: Singl
- 2013: Dve pesme na albumu Bilo 3.0}-
- 2014: Singl
- 2015: Album
- 2015: Singl